# Alcalalí
Alcalalí è un comune spagnolo situato nella comunità autonoma Valenciana.